# Легенди та лате
«Легенди та лате» (англ. Legends & Lattes) — фентезійний роман американського письменника Тревіса Болдрі. Вперше він був опублікований Cryptid Press 22 лютого 2022 року; друге видання було випущено у м’якій обкладинці Tor Books у листопаді того ж року, а перше британське видання було випущено у твердій обкладинці та електронною книгою Tor UK у тому ж місяці. Друге видання включає історію-приквел «Сторінки для заповнення: історія про легенди та лате».
Роман був номінований на премію Goodreads Choice Award 2022 за найкраще фентезі, премію «Неб'юла» 2023 за найкращий роман і премію «Г'юго» 2023 за найкращий роман.
У листопаді 2023 року було опубліковано приквел «Книжки та кістяний пил».

## Сюжет
Оркська фехтувальниця і найманка Вів вже давно заробляє собі на життя в компанії авантюристів — чепурного ельфа Феннуса, гнома Руна, кам'яного фея Тайвуса і гномки Галліни. Вів мріє про відхід від пригод і відкриття кав'ярні, а не про звичну для орків смерть у бою. Останній набіг групи проти Королеви Скальвертів, павукоподібного монстра і збирача скарбів, дає їй таку можливість. Заявивши, що єдиною своєю часткою скарбу є Камінь Скальверта, який виріс у черепі монстра, Вів покидає групу.
Камінь Скальверта, за повір'ям, приносить удачу своєму власникові. Купуючи занедбану стайню в містечку Тун, Вів ховає камінь усередині і починає втілювати свою мрію в життя. Вона наймає тесляра Каламіті «Кела», щоб той допоміг їй привести власність до ладу, та артистичну суккубу Тандрі як напарницю, з якою можна відкрити і вести бізнес. Згодом до них приєднуються щурик Наперсток, геніальний пекар, нерішучий потенційний бард Пендрі, який розквітає як артист, і добровільний сторожовий звір Еміті, страшна кішка.
Після повільного старту кав'ярня «Легенди та лате» стає дуже популярною в Туні, а серед постійних клієнтів — відьма Лейні, студент Геммінгтон і гном-чарівник Дуріас, який, як виявляється, має особливі стосунки з часом. Успіх Вів і Тандрі привертає небажану увагу «Мадригалу», чиї головорізи заправляють місцевим рекетом, та колишньої колеги Вів Феннус, яка підозрює справжню природу скромної на перший погляд частини скарбу, на яку вона претендує від скарбу Скальверта. За допомогою решти старого гурту Вів, зокрема Тайвуса, справи з «Мадригалом» вирішуються, але Феннус невблаганна і робить дві спроби викрасти Скальвертовий камінь, друга з яких призводить до знищення кав’ярню в магічному полум’ї.
За підтримки друзів, яких знайшов Вів, кав'ярню «Легенди та лате» зрештою відбудовують і незабаром вона процвітає як ніколи, незважаючи на втрату каменю. Феннус, однак, не пощастило зі своїм призом. Здається, про силу Скальвертового каменю говорили неправду. Він не приносить удачу, а навпаки, притягує до свого власника однодумців. Віві, яка прагнула творити добро у своїй громаді, він приніс помічників. Злісній, егоїстичній Феннус він притягує до себе людей іншого штибу.

## Бонусна історія другого видання
Видання Tor містить доданий приквел новелу «Сторінки для заповнення: історія про легенди та лате». Він розповідає про одну з останніх пригод групи Вів перед полюванням на Королеву Скальвертів. У гном'ячому місті Азимут вони отримують завдання спіймати даплегріма (перевертня) Бодкін, легендарну злодійку, і повернути вкрадене нею майно. Бодкін тікає, але залишає по собі торбинку з пляшками фарби.
Команда розділяється, щоб дізнатися все, що можна, з цього матеріалу, а Вів і Галліна відвідують місцеві Афінеї, щоб з'ясувати, де могла бути куплена одна з пляшок. Вів, яка вже подумує про вихід на пенсію, користується нагодою дослідити скальвери, наповнюючи свій блокнот новою інформацією.
Вони йдуть по сліду фарби до будинку годинникаря Лейтона, у якого Бодкін живе під виглядом своєї коханої ельфійки Валеї. Вів охороняє здобич, яку група найняла для викрадення до повернення Бодкін. У фінальній сутичці зі злодієм Вів дізнається, що даплегрім насправді кинув злодійство заради Лейтон, і, зважаючи на власні мрії, вирішує відпустити її.
Згодом Вів і Галліна проходять повз кав'ярню, відносно новий бізнес у місті, і заходять всередину. Коли їм подають філіжанку кави, Вів починає мріяти про наступний етап свого життя.

## Відгуки
Publishers Weekly характеризує роман як «ніжний маленький затишний сюжет на фоні епічного фентезі», зазначивши, що «[ц]я чарівна екскурсія сподобається кожному, хто коли-небудь хотів провести час у фантастичному світі без усіх квестів і битв».
Сара Райс у Booklist називає книгу «романом і магазином, який порадує кожного, хто любить альтернативні всесвіти кав'ярень, повільні романи та виправдання дружби». Вона вважає, що «[т]ака установка в поєднанні з позитивними повідомленнями про те, щоб кинути виклик суспільним стереотипам, відмовитися від насильства, щоб побудувати мир, і довіряти друзям виглядає як передумова з „Дискосвіту“ Террі Пратчетта».

## Українське видання
В Україні книгу «Легенди та лате» видало видавництво Artbooks у 2024 році. Переклад українською мовою здійснила Ірина Кобилінська.